# Raymond D. Mindlin
Raymond David Mindlin  (* 17. September 1906 in New York City; † 22. November 1987 in Hanover (New Hampshire)) war ein US-amerikanischer Ingenieurwissenschaftler für Mechanik.

## Leben
Mindlin studierte ab 1924 an der Columbia University, wo er 1931 den Bachelor-Abschluss machte und 1932 seinen Abschluss als Bauingenieur (C. E.). 1933 bis 1935 besuchte er mehrere Sommerkurse in theoretischer Mechanik bei Stephen Timoshenko an der University of Michigan. 1936 wurde er an der Columbia University promoviert. Danach war er dort Assistent, ab 1938 Instructor, 1940 Assistant Professor, 1945 Associate Professor und 1947 Professor (ab 1967 als James Kip Finch Professor). 1975 ging er in den Ruhestand.
Im Zweiten Weltkrieg leistete er wichtige Beiträge zur Entwicklung von Abstandszündern (Proximity Fuse) am Applied Physics Laboratory in Silver Spring, Maryland, wofür er nach dem Krieg die Presidential Medal for Merit erhielt.
Bekannt ist er unter anderem für Mindlin’s Problem in der Elastizitätstheorie, der Frage der Druckverteilung im elastischen Halbraum aufgrund einer Punktlast unter der Oberfläche. Er gab die Lösung in seiner Dissertation 1936, wobei er ältere Behandlungen des Themas Punktlast auf elastischem Halbraum durch Kelvin und Boussinesq verallgemeinerte. Das Problem hat Anwendungen in der Geotechnik, wo er auch das Problem der Spannungsverteilung um Tunnel behandelte. Er behandelte später unter anderem auch Wellenausbreitung und Schwingungen in isotropen und anisotropen elastischen Platten, Wellenausbreitung in Zylindern, Theorie von  piezoelektrischen Resonatoren und Kristallgittern, Spannungsoptik, granulare Medien und Theorie der Reibung.
Mindlin war Fellow der National Academy of Sciences (1973), der National Academy of Engineering (1966), der American Academy of Arts and Sciences (1958), der Acoustical Society of America (1963), der American Society of Civil Engineers (1962), deren Ehrenmitglied er 1969 wurde. 1946 erhielt er die Presidential Medal for Merit, 1979 die National Medal of Science, 1961 die von Karman Medaille der ASCE und 1964 die Timoschenko-Medaille. 1975 wurde er Ehrendoktor der Northwestern University.
Zu seinen Doktoranden zählt Daniel Drucker.
Ihm zu Ehren ist die Raymond D. Mindlin Medal der ASCE benannt.